# Haras de Méautry
Le haras de Meautry, anciennement aussi Meautrix, aujourd'hui parfois Méautry, est un haras situé sur la commune de Touques (Calvados), près de Deauville, qui appartient à la famille Rothschild. C'est l'un des haras les plus célèbres en France.

## Histoire
Le haras de Meautry est créé en 1875 par deux frères, Alphonse de Rothschild (1827-1905) et Gustave de Rothschild (1829-1911), autour d'un manoir datant des XVIe et XVIIe siècles, inscrit au titre des Monuments historiques. L'ensemble du domaine couvre alors douze hectares, pour l'essentiel des prairies ; sa superficie atteint aujourd'hui presque une centaine d'hectares.
Le haras est repris ensuite par Édouard de Rothschild (1868-1949), fils d'Alphonse de Rothschild, puis par son fils, Guy de Rothschild (1909-2007). Il appartient aujourd'hui à son fils cadet Édouard (1957), président de France Galop.
De nombreux chevaux de course remarquables y sont élevés, dont quelques champions légendaires comme Brantôme, Éclair au Chocolat et Exbury, tous trois vainqueurs du prestigieux Prix de l'Arc de Triomphe, sans oublier Heaume, Sans Souci II, Le Roi Soleil, Vieux Manoir, Crystal Palace et Indian Danehill. De nombreux chevaux furent emportés en Allemagne comme prises de guerre lors de la débâcle de 1940. Certains, comme Brantôme, revinrent au haras. D'autres ne furent jamais retrouvés, à l'image d'Éclair au Chocolat.
La reine Élisabeth II est accueillie dans ce haras lors d'un de ses séjours en France. Elle y déjeune le 29 mai 1967.

## Architecture

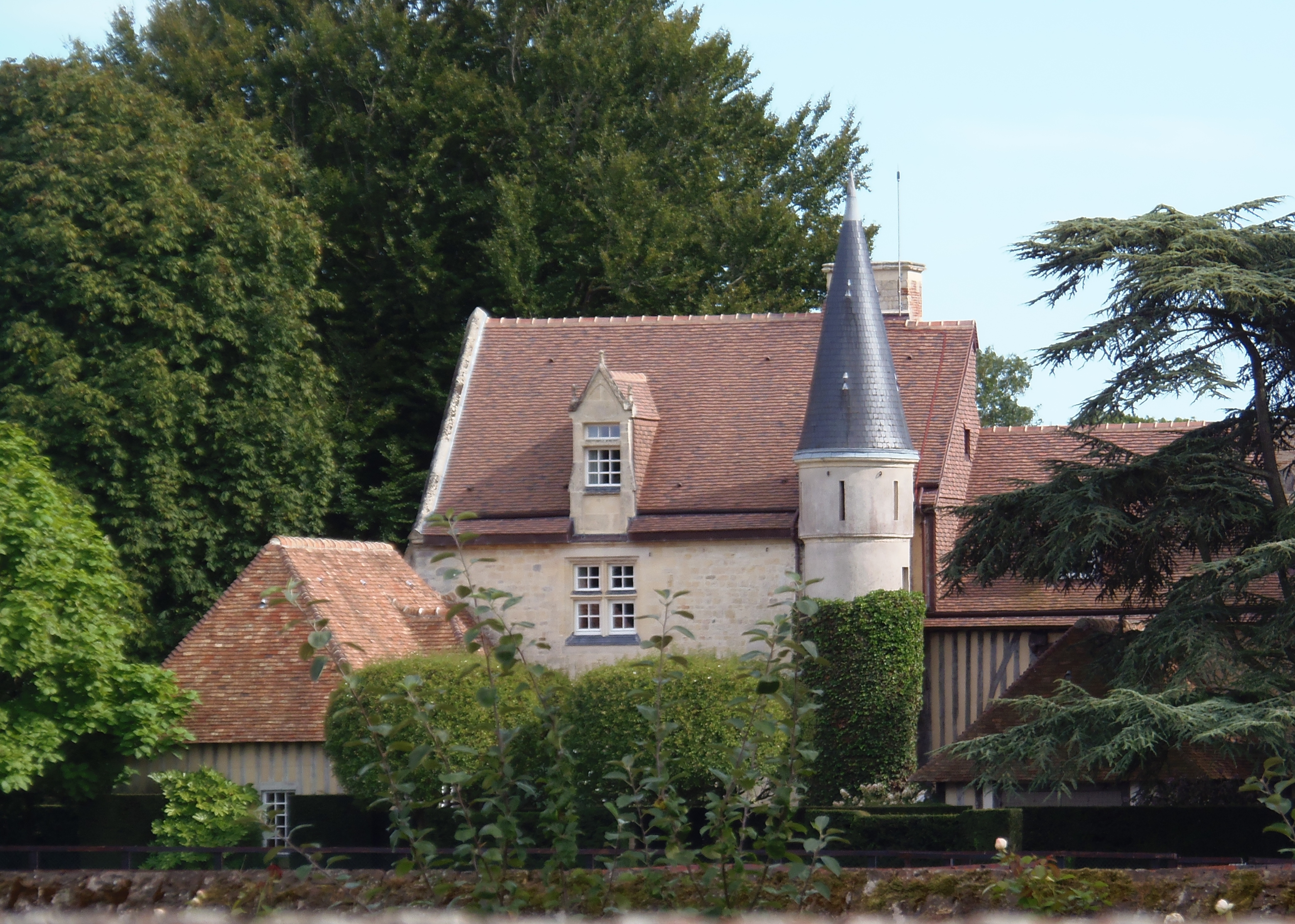
Le manoir.

## Protection
Le manoir est inscrit au titre des Monuments historiques depuis 6 juin 1933, le portail d'entrée, les façades et les toitures des bâtiments attenants du manoir depuis le 27 octobre 1948.

## Palmarès
- 3 Prix de l'Arc de Triomphe : 1934 (Brantôme), 1938 (Éclair au Chocolat), 1963 (Exbury)
- 3 Prix du Jockey Club : 1876, 1890 (Heaume), 1977 (Crystal Palace)
- 11 Prix de Diane : 1878, 1889, 1894, 1919, 1920, 1932, 1933, 1935, 1957, 1960, 1961
- 7 Grand Prix de Paris : 1898 (Le Roi Soleil), 1907 (Sans Souci II), 1935, 1950 (Vieux Manoir), 1964, 1979, 1982,  2011(Méandre)
- 2 Prix du Président de la République : 1921 (Cadum), 1925 (Bubbles)
- 2 Grand Prix de Saint-Cloud : 1950 (Ocarina), 1963 (Exbury)
- 1 Grand prix de Deauville : 1947 (Alizier)